# Appendisotoma juliannae
Appendisotoma juliannae is een springstaartensoort uit de familie van de Isotomidae. De wetenschappelijke naam van de soort is voor het eerst geldig gepubliceerd in 1993 door Traser, Thibaud & Najt.